# Транспорт Нової Зеландії
Транспорт Нової Зеландії представлений автомобільним , залізничним , повітряним , водним (морським)  і трубопровідним , у населених пунктах  та у міжміському сполученні діє громадський транспорт пасажирських перевезень. Площа країни дорівнює 267 710 км² (76-те місце у світі). Форма території країни — архіпелажна, видовжена в субмеридіональному напрямку; максимальна дистанція з півночі на південь — 1600 км, острів Південний у найширшому місці — 250 км. Відокремлене графічне положення Австралії не дозволяє контролювати важливі світові транспортні шляхи; незначні транспортні потоки з Азії та Європи до Океанії.

## Автомобільний
Загальна довжина автошляхів у Новій Зеландії, станом на 2012 рік, дорівнює 94 902 км, з яких 62 759 км із твердим покриттям (199 км швидкісних автомагістралей) і 32 143 км без нього (50-те місце у світі).

## Залізничний
Загальна довжина залізничних колій країни, станом на 2014 рік, становила 4 128 км (42-ге місце у світі), з яких 4 128 км вузької 1067-мм колії (503 км електрифіковано).

## Повітряний
У країні, станом на 2013 рік, діє 123 аеропорти (48-ме місце у світі), з них 39 із твердим покриттям злітно-посадкових смуг і 84 із ґрунтовим. Аеропорти країни за довжиною злітно-посадкових смуг розподіляються наступним чином (у дужках окремо кількість без твердого покриття):
- довші за 10 тис. футів (>3047 м) — 2 (0);
- від 10 тис. до 8 тис. футів (3047-2438 м) — 1 (0);
- від 8 тис. до 5 тис. футів (2437—1524 м) — 12 (3);
- від 5 тис. до 3 тис. футів (1523—914 м) — 23 (33);
- коротші за 3 тис. футів (<914 м) — 1 (48)[1].

У країні, станом на 2015 рік, зареєстровано 6 авіапідприємств, які оперують 123 повітряними суднами. За 2015 рік загальний пасажирообіг на внутрішніх і міжнародних рейсах становив 15,3 млн осіб. За 2015 рік повітряним транспортом було перевезено 999,38 млн тонно-кілометрів вантажів (без врахування багажу пасажирів).
Нова Зеландія є членом Міжнародної організації цивільної авіації (ICAO). Згідно зі статтею 20 Чиказької конвенції про міжнародну цивільну авіацію 1944 року, Міжнародна організація цивільної авіації для повітряних суден країни, станом на 2016 рік, закріпила реєстраційний префікс — ZK, заснований на радіопозивних, виділених Міжнародним союзом електрозв'язку (ITU). Аеропорти Нової Зеландії мають літерний код ІКАО, що починається з — NZ.

## Водний

### Морський
Головні морські порти країни: Окленд, Літтельтон, Манукару, Марсден-Пойнт, Тауранга, Веллінгтон.
Морський торговий флот країни, станом на 2010 рік, складався з 15 морських суден з тоннажем більшим за 1 тис. реєстрових тонн (GRT) кожне (101-ше місце у світі), з яких: балкерів — 3, суховантажів — 3, танкерів для хімічної продукції — 1, контейнеровозів — 1, вантажно-пасажирських суден — 5, нафтових танкерів — 2.
Станом на 2010 рік, кількість морських торгових суден, що ходять під прапором країни, але є власністю інших держав — 7 (Німеччини — 2, Гонконгу — 1, Південно-Африканської Республіки — 1, Швейцарії — 2, Великої Британії — 1); зареєстровані під прапорами інших країн — 5 (Антигуа і Барбуди — 2, Островів Кука — 2, Самоа — 1).

## Трубопровідний
Загальна довжина газогонів у Новій Зеландії, станом на 2013 рік, становила 2,23 тис. км; трубопроводів зрідженого газу — 172 км; нафтогонів — 288 км; продуктогонів — 198 км.

## Державне управління
Держава здійснює управління транспортною інфраструктурою країни через міністерство транспорту. Станом на 19 грудня 2016 року міністерство в уряді Саймона Вільяма Інгліша очолював Саймон Бріджес.

### Українською
- Атлас. 10-11 клас. Економічна і соціальна географія світу / упорядники :  О. Я. Скуратович, Н. І. Чанцева. — К. : ДНВП «Картографія», 2010. — ISBN 978-966-475-639-3.
- Атлас світу / голов. ред. І. С. Руденко ; зав. ред. В. В. Радченко ; відп. ред. О. В. Вакуленко. — К. : ДНВП «Картографія», 2005. — 336 с. — ISBN 9666315467.
- Безуглий В. В. Економічна і соціальна географія зарубіжних країн : Навчальний посібник. — К. : ВЦ «Академія», 2007. — 704 с. — ISBN 978-966-580-239-6.
- Безуглий В. В., Козинець С. В. Регіональна економічна і соціальна географія світу : Навчальний посібник. — видання 2-ге, доп., перероб. — К. : ВЦ «Академія», 2007. — 688 с. — ISBN 966-580-144-9.
- Головченко В., Кравчук О. Країнознавство: Азія, Африка, Латинська Америка, Австралія і Океанія. — К., 2006. — 335 с. — ISBN 966-8939-04-2.
- Дахно І. І. Країни світу: Енциклопедичний довідник / І. І. Дахно, С. М. Тимофієв. — К. : Мапа, 2011. — 606 с. — (Бібліотека нового українця) — ISBN 978-966-8804-23-6.
- Дахно І. І. Економічна географія зарубіжних країн : навчальний посібник. — К. : Центр учбової літератури, 2014. — 319 с. — ISBN 978-611-01-0682-5.
- Дорошенко В. І. Географія транспорту : Навчальний посібник / В. І. Дорошенко, К. Д. Діденко. — К. : Київський нац. ун-т ім. Т. Шевченка, 2010. — 183 с. — ISBN 978-966-439-329-1.
- Дубович І. А. Країнознавчий словник-довідник. — 5-те вид., перероб. і доп. — К. : Знання, 2008. — 839 с. — ISBN 978-966-346-330-8.
- Книш М. М., Мамчур О. І. Регіональна економічна і соціальна географія світу (Латинська Америка та Карибські країни, Африка, Азія, Океанія) : навч. посіб. — Л. : ЛНУ ім. Івана Франка, 2013. — 368 с. — ISBN 978-617-10-0007-0.
- Економічна і соціальна географія країн світу : Навчальний посібник / За ред. С. П. Кузика. — Л. : Світ, 2002. — 672 с. — ISBN 966-603-178-7.
- Зарубіжна транспортна географія : навчальний посібник / уклад. : Петрашевський О. Л. и др. — К. : Національний транспортний університет, 2015. — 95 с. — ISBN 978-966-632-227-5.
- Юрківський В. М. Регіональна економічна і соціальна географія. Зарубіжні країни : Підручник. — К. : Либідь, 2001. — 416 с. — ISBN 966-06-0092-5.

### Англійською
- (англ.) Modern Transport Geography / Hoyle, B. and R. Knowles (eds). — Second Edition,. — London : Wiley, 1998.
- (англ.) Rodrigue, J-P. The Geography of Transport Systems. — Fourth Edition. — N. Y. : Routledge, 2017. — 440 с. — ISBN 978-1138669574.
- (англ.) Taaffe E. J., Gauthier H. L. and O'Kelly M. E. Geography of transportation. — Second Edition. — N. Y. : Prentice Hall, 1996. — ISBN 0-13-368572-1.
- (англ.) Black, W. Transportation: A Geographical Analysis. — N. Y. : Guilford, 2003.

### Російською
- (рос.) Максаковский В. П. Географическая картина мира. Книга I: Общая характеристика мира. — М. : Дрофа, 2008. — 495 с. — ISBN 978-5-358-05275-8.
- (рос.) Максаковский В. П. Географическая картина мира. Книга II: Региональная характеристика мира. — М. : Дрофа, 2009. — 480 с. — ISBN 978-5-358-06280-1.
- (рос.) Физико-географический атлас мира. — М. : Академия наук СССР и главное управление геодезии и картографии ГГК СССР, 1964. — 298 с.
- (рос.) Шаповал Н. С. Транспортная география и транспортные системы мира : учебное пособие. — К. : Центр учбової літератури, 2006. — 188 с. — ISBN 000-0000-00-4.
- (рос.) Экономическая, социальная и политическая география мира. Регионы и страны / под ред. С. Б. Лаврова, Н. В. Каледина. — М. : Гардарики, 2002. — 928 с. — ISBN 5-8297-0039-5.
- (рос.) Энциклопедия стран мира / глав. ред. Н. А. Симония. — М. : НПО «Экономика» РАН, отделение общественных наук, 2004. — 1319 с. — ISBN 5-282-02318-0.